# Rio Nazas
Le rio Nazas est une rivière endoréique du Mexique qui s'écoule dans le bassin endoréique Bolsón de Mapimí traversant les États de Durango et Coahuila.

## Ethnologie
Son nom vient des conquistadors espagnols lorsqu'ils virent les peuples vivant sur les rives de la rivière pécher avec des corbeilles très particulières appelées «nasas» en espagnol. Elle fut alors connue comme «rivière des nasses».

## Géographie
Le rio Nazas naît dans la partie haute de la Sierra Madre Occidentale, à l'est. Avant la construction des barrages, la rivière aboutissait sous forme de delta dans la laguna de Mayrán et la laguna Viesca, au Coahuila, et dans la laguna  Tlahualilo dans l'État de Durango, après avoir parcouru presque 600 km. Actuellement cette rivière est freinée artificiellement par le barrage capteur "Lázaro Cárdenas" (à El Palmito), et le barrage régulateur et distributeur "Francisco Zarco" (Las Tórtolas). Ces barrages, avec le système de canaux d'irrigation en béton, sont la cause de l'assèchement de son cours en aval, et de la disparition de son delta, de la laguna de Mayrán, la laguna Viesca et la laguna Tlahualilo, un écosystème rare et unique semblable au delta de l'Okavango.

## Faune et flore
Le rio Nazas contient un écosystème unique pour son isolement en tant que rivière du désert. Une population d'un million et demi d'habitants bénéficie des services ecosystémiques du rio Nazas. En plus des communautés bénéficiaires de la rivière on trouve les villes de Rodeo, Nazas, Ciudad Lerdo y Gómez Palacio dans l'État de Durango, et Torreón, Matamoros, Francisco I. Madero et San Pedro de las Colonias dans l'État du Coahuila.
Actuellement l'écosystème du rio Nazas est en grave danger à cause de la surexploitation de ses eaux pour l'agriculture, principalement destinée à la production de fourrage pour l'exploitation laitière dont le groupe Lala est le plus important producteur de la région. Le rio Nazas compte une réserve naturelle protégée, le parc d'État Cañón de Fernández situé dans la municipalité de Lerdo. Le parc Cañón de Fernández est un important corridor biologique pour des centaines d'espèces d'amphibiens, reptiles, oiseaux et mammifères. On peut y observer des ahuehuetes et des sabinos (Taxodium mucronatum) de plus de 1300 ans d'âge.

## Histoire
En 1598 la mission de Cinco Señores del Río de las Nasas est fondée sur les rives de la rivière, par le frère Agustín de Espinoza, prêtre jésuite. Bien des années plus tard, en 1867, cette localité est renommée en Nazas, devenant ainsi la municipalité de Nazas.
Grâce à la rivière Nazas, l'établissement de la Région agricole Lagunera a été possible. L'importance sociale et politique du rio Nazas a été le motif pour que pendant le XIXe siècle diverses disputes éclatent entre les propriétaires d'haciendas de la région pour les droits d'utilisation de l'eau.
Aujourd'hui, la nappe aquifère nourrie par le rio Nazas est le fondement de la Laguna, la zone de production laitière la plus importante du Mexique.